# Heart Butte
Heart Butte est une census-designated place située au sein de la réserve indienne des Blackfeet dans comté de Pondera dans l’État du Montana.
La ville tire son nom du pic en forme de cœur au sud-ouest de la ville.